# علي محسن البرواني
على محسن البرواني (1919-2006) شاعر وعالم وسياسي، ولد في منطقة الباغ الزنجبارية التاريخية، في 29 ربيع أول 1337 هـ، الموافق 13يناير 1919 لأبوين كريمين: الشيخ محسن على عيسى البرواني (1878-1953) والسيدة زيانه سالم عبد الله البرواني .
وعشيرة البرواني عمانية الأصل، ولكنها انصهرت في أواخر القرن التاسع عشر في نمط الحياة السواحيلية، وبرز فيها العديد من علماء الدين الأفذاذ، الذين كان والد على محسن أحدهم.
وفي عهد سلطنة البوسعيديين في زنجبار، انخرط البروانيون في عملية تنمية ساحل شرق إفريقيا من براوه (الكائنة فيما عرف لاحقا في عصر الاستعمار الأوربى بالصومال الإيطالي) حتى ليندى بجنوب تنزانيا، وهي مدينة أسسها جد الشيخ على من جهة أمه (والتي صارت ضمن ما عرف لاحقا بإفريقيا الشرقية الألمانية).
وكان على طالبا متميزا، استطاع أن ينتقل بسهولة من المدرسة الثانوية الحكومية بزنجبار إلى جامعة ماكيريري بكامبالا عام 1937. وفي تلك الجامعة التي كانت هي موئل التعليم العالي الوحيد في شرق إفريقيا، تخصص الشيخ على في الزراعة.وكان جوليوس نيريرى واحدا من بين رفاقه في الدراسة.وقدر لنيريرى هذا الذي صار رئيسا لتنجانيقا، أن يلعب دورا بالغ الأهمية في حياة الشيخ على بعد قرابة عشرين عاما.
وبعد عودة الشيخ على إلى زنجبار، عقب إتمام دراسته الجامعية عام 1942، عين مساعد مسؤول زراعى بحكومة زنجبار الخاضعة للحماية البريطانية.
وبعد الحرب العالمية الثانية مال شيخنا للعمل السياسى، وأعرب ذلك التوجه عن نفسه بطريقتين: أولهما هي توليه رئاسة تحرير صحيفة «المرشد» على مدى خمسة عشر عاما. أما الثانية فهي انضمامه لحزب زنجبار الوطني. وتصدرت طموحاته تحويل زنجبار إلى مجتمع لاعرقى، فدعا لهذا الغرض إلى إعداد قوائم ناخبين عامة، وليس على أساس عرقى أو طائفى.
وبعد أن حصلت سلطنة زنجبار على الحكم الذاتى الداخلي عام 1961 تبوأ الشيخ على منصب وزير التربية والتعليم. وشغل بعد ذلك مناصب وزارية شملت: وزارة الداخلية، ووزارة الشؤون الخارجية والتجارة.
وفي 14 يناير1964 قضت ثورة زنجبار الدموية أو انقلاب ١٢يناير الأسود ١٩٦٤ على سلطنة البوسعيديين. واعتقل الشيخ على مع زملائه الوزراء والزعماء السياسيين ستة أشهر في مدينة كليمانى الزنجبارية الأثرية قبل نقله إلى البر الإفريقى، حيث واصل سجنه في كوندوشى، وكيكو (دار السلام)، ودودوما، وموانزا، وبوكوبا، على مدى عشر سنوات وأربعة أشهر، قضاها في سجون تنزانيا دون توجيه أي تهمة إليه. ثم تم الإفراج عنه في الخامس من مايو 1974. إلا أن السلطات التنزانية رفضت منحه جواز سفر. عندها قرر الشيخ على أن يدخل أراضي كينيا المجاورة متسللا. ودخلها من قرية فانجا المعروفة بالصيد، ومنها سافر إلى نيروبى، ووصل إليها ظهر الفاتح من أكتوبر 1974. وبعد حصوله على وضعية اللاجئ السياسي غادر الشيخ على كينيا إلى مصر، ولم تطأ قدميه أرض زنجبار ثانية. فربما رأت السلطات في زنجبار الثورية، وفي تنجانيقا (اللتين صارتا لاحقا: الجمهورية التنزانية المتحدة)، في فكر الشيخ على وقدراته تهديدا كامنا لزعامتها.
وبعد إقامة الشيخ عدة سنوات في مصر، عاد إلى كينيا، بشكل قانونى هذه المرة، وعاش فترة وجيزة في ممباسا، ثم انتقل الشيخ على وأسرته إلى دبي بالإمارات العربية المتحدة.
وفي دبي نشر الشيخ كتابه الطموح على صغر حجمه الموجه إلى الناطقين باللغة السواحيلية الراغبين في تعلم القراءة والكتابة باللغة العربية في غضون أسابيع معدودات، والموسوم (تعلم العربية بنفسك). وتعود جذور هذا الكتيب المهم إلى السنوات التي امضاها الشيخ في غياهب السجن. فهو ثمرة تلبيته، لطلب نزلاء السجن في تعلم قراءة القرآن باللسان العربي المبين الذي تنزل به.
وفي ذاك الوقت، بدأ بصر الشيخ يضعف، ولكنه استطاع مع ذلك أن يتم، وأن ينشر رائعته وأبدع ما خطه بنانه وهو ترجمة تفسير القرآن الموسوم (المنتخب في تفسير القرآن) باللغة السواحيلية، وفيه يرد الفضل كله إلى سواحيلية آبائه، وينفى أي فضل للغة السواحيلية التي غرسها المسيحيون الأوربيون ومن سار على دربهم وروجها من بدايات العقد الثالث من القرن العشرين. وخرج هذا السفر ناطقا بأنه عمل محب، يلوح فيه الجمال والسلاسة في ترجمة كل آية.
وفي عام 1997 أنتج معلقته الشعرية في مدح النبى محمد ﷺ الموسومة (الأسوة الحسنة)، وذيل كل مقطع منها بحواشى نموذجية شارحة. وفي عام 1994 شرع الشيخ في كتابة مذكراته، البالغة الأهمية للمهتمين بلغة المناطق السواحيلية وثقافتها وتاريخها. ثم أمضى الشيخ على محسن ما تبقى من عمره في مسقط بعمان، حيث انشغل بالترجمة السواحيلية لمذكراته.
مؤلفاته:
ترجمة «المنتخب في تفسير القرآن الكريم» إلى اللغة السواحيلية. Tarjama ya "Al Muntakhab" Katika Tafsiri ya Qur'ani Tukufu
Conflicts and Harmony in Zanzibar, Memoirs, Ali Muhsi Al Barwani, 1997 Dubai
الصراعات والوئام في زنجبار، (ذكريات)علي بن محسن البرواني، 2010 دبي.
تعلم قراءة العربية Jifunze Kusoma Kiarabu
The Bible Speaks, Dubai 2002
دع الكتاب المقدس يتحدث Wacha Biblia Iseme, Beirut 2004